# Sami Kennedy-Sim
Samantha (Sami) Kennedy-Sim (Mona Vale, 26 mei 1988) is een Australische freestyleskiester. Ze vertegenwoordigde haar vaderland op de Olympische Winterspelen 2014 in Sotsji en op de Olympische Winterspelen 2018 in Pyeongchang.

## Carrière
Bij haar wereldbekerdebuut, in februari 2008 in Deer Valley, scoorde Kennedy-Sim direct wereldbekerpunten. Op de wereldkampioenschappen freestyleskiën 2011 in Deer Valley eindigde de Australische als achttiende op de skicross. In februari 2011 behaalde ze in Blue Mountain haar eerste toptienklassering in een wereldbekerwedstrijd. In Voss nam Kennedy-Sim deel aan de wereldkampioenschappen freestyleskiën 2013. Op dit toernooi eindigde ze als zestiende op de skicross. Tijdens de Olympische Winterspelen van 2014 in Sotsji eindigde de Australische als 28e op de skicross.
Op de wereldkampioenschappen freestyleskiën 2015 in Kreischberg eindigde ze als twaalfde op het onderdeel skicross. In februari 2017 stond Kennedy-Sim in Idre Fjäll voor de eerste maal in haar carrière op het podium van een wereldbekerwedstrijd. In de Spaanse Sierra Nevada nam de Australische deel aan de wereldkampioenschappen freestyleskiën 2017. Op dit toernooi eindigde ze als twaalfde op de skicross. Tijdens de Olympische Winterspelen van 2018 in Pyeongchang eindigde ze als achtste op het onderdeel skicross.
Op de wereldkampioenschappen freestyleskiën 2019 in Park City eindigde Kennedy-Sim als achttiende op de skicross.

## Resultaten

### Olympische Spelen
| Jaar | Plaats      | Resultaten   |
| ---- | ----------- | ------------ |
| 2014 | Sotsji      | 28e Skicross |
| 2018 | Pyeongchang | 8e Skicross  |

### Wereldkampioenschappen
| Jaar | Plaats        | Resultaten   |
| ---- | ------------- | ------------ |
| 2011 | Deer Valley   | 18e Skicross |
| 2013 | Voss          | 16e Skicross |
| 2015 | Kreischberg   | 12e Skicross |
| 2017 | Sierra Nevada | 12e Skicross |
| 2019 | Park City     | 18e Skicross |

### Wereldbeker
Eindklasseringen
| Seizoen   | Algm | SX  |
| --------- | ---- | --- |
| 2007/2008 | 131e | 44e |
| 2009/2010 | 83e  | 31e |
| 2010/2011 | 66e  | 21e |
| 2011/2012 | 37e  | 11e |
| 2012/2013 | 120e | 24e |
| 2013/2014 | 83e  | 18e |
| 2014/2015 | 65e  | 16e |
| 2015/2016 | 63e  | 14e |
| 2016/2017 | 49e  | 12e |
| 2017/2018 | 52e  | 10e |
| 2018/2019 | 63e  | 16e |
| 2019/2020 | 41e  | 9e  |